# Champ-Dolent
 Champ-Dolent  là một xã thuộc tỉnh Eure trong vùng Normandie miền bắc nước Pháp.

## Huy hiệu
| Arms of Champ-Dolent | The arms of Champ-Dolent are blazoned: Argent, issuant from a base, a tree vert, over the trunk of which a boar sable, eyed and tusked argent. |